# جمعة محمود الزريقي
جمعة محمود الزريقي (وُلد 13 مارس 1943 في طرابلس) قانوني ومؤلف ليبي. مستشار سابق بالمحكمة العليا وأستاذ جامعي متعاون.

## سيرة
ولد الزريقي عام 1364هـ الموافق لعام 1945م في طرابلس. تعلم في ليبيا والمغرب، تحصل على ليسانس القانون من جامعة قاريونس في بنغازي عام 1976م، والماجستير في الفقه المقارن من كلية التربية في جامعة طرابلس عام 1984م، ودكتوراه الدولة في القانون الخاص، من كلية العلوم القانونية في جامعة الملك الحسن الثاني في الدار البيضاء المغرب عام 1993، شغل منصب قاضي في المحكمة العليا في طرابلس بدرجة مستشار، وأستاذاً متعاوناً في عدة مؤسسات علمية جامعية في ليبيا، وهي كليات القانون في ترهونة، وجامعة الفاتح، وضباط الشرطة، والآداب في جامعة السابع من أبريل في الزاوية، وأكاديمية الدراسات العليا، ومعهد القضاء، وكلية الدعوة الإسلامية.
شارك عام 1999م بصفته مستشاراً في ندوة التجارب الوقفية في المغرب العربي، المنعقدة في الرباط والتي نظمتها منظمة العالم الإسلامي للتربية والعلوم والثقافة، والأمانة العامة للأوقاف في الكويت.
شارك في منتديات قضايا الوقف الفقهية التي نظمتها أيضاً الأمانة العامة للأوقاف:
- 2003 – المنتدى الأول في دولة الكويت.
- 2007 – المنتدى الثالث في دولة الكويت.
- 2009 – المنتدى الرابع في ا الرباط بالمملكة المغربية.
- 2011 – المنتدى الخامس في إسطنبول بتركيا.

وشارك عام 2004م في ندوة مؤسسات الوقف الدينية التي نظمها برنامج الدراسات الشرقية في جامعة هارفارد والمعهد الفرنسي للشرق الأدنى في دمشق، وشارك في ورشة عمل عام 2010م في بيروت بلبنان حول مشروع القانون الاسترشادي للوقف.

## مناصب
1. كاتب في مكتب المحفوظات بوزارة المالية خلال العهد الملكي 1964 – 1967.
2. مراجع حسابات بمصلحة الضرائب والرسوم، 1967.
3. رئيس قسم الرخص الصناعية، ثم رئيسا لقسم الرخص ببلدية طرابلس 1968
4. أمين عام بلدية طرابلس،
5. مستشار قانوني بأمانة البلديات
6. مدير إدارة التسجيل العقاري والتوثيق بطرابلس
7. قاضي الأحوال الشخصية والدائرة المدنية بمحكمة جنزور الجزئية
8. قاضي بالدائرة المدينة بمحكمة طرابلس الابتدائية
9. مستشار بمحكمة الاستئناف بطرابلس.
10. مستشار بالمحكمة العليا، 2002 – حتى الوقت الحاضر

## مؤلفات
له عدة إصدارات منشورة داخل ليبيا وخارجها، من أهمها:
- 1985 – التوثيق العقاري في الشريعة الإسلامية، المنشأة العامة للنشر والتوزيع والإعلان، طرابلس، الجماهيرية الليبية، الطبعة الأولى، 1394 هـ/ 1985م.
- 1988 – نظام الشهر العقاري في الشريعة الإسلامية، دراسة مقارنة مع نظام السجل العيني، نشر دار الآفاق الجديدة – بيروت – الطبعة الأولى، 1408 هـ/1988م.[4]
- 1995 – تحقيق الملكية في نظام التسجيل العقاري الليبي والمغربي، مكتبة طرابلس العلمية العالمية، طرابلس، الطبعة الأولى، 1424 هـ/1995م.
- 1996– مبادئ الثقافة الإسلامية، بالاشتراك مع الأستاذ الدكتور عمر مولود عبد الحميد:
  - 1996 – الطبعة الأولى، المركز القومي للدراسات والبحوث العلمية، طرابلس.
  - 2005 – الطبعة الثانية، دار الرواد، طرابلس.
- 1996 – الحقوق العينية الأصلية والتبعية في التشريع الليبي:
  - 1996 – الجزء الأول: حق الملكية وأسباب كسبه، المركز القومي للدراسات والبحوث العلمية، طرابلس، الطبعة الأولى.
  - 2000 – الجزء الثاني: الحقوق المتفرعة عن حق الملكية والحقوق العينية التبعية، المركز القومي للدراسات والبحوث العلمية، طرابلس، الطبعة الأولى.
  - 2008 – طبع الكتاب في مجلدين، مطابع الثورة العربية، طرابلس.
  - 2010 – أعيد طبع الكتاب مرة أخرى في مطبعة الازدهار بمصراتة.
- 1998 – أحكام الإفلاس واستغراق الذمة بالمال الحرام في الفقه الإسلامي، مركز دراسات العالم الإسلامي، مالطا، الطبعة الأولى.
- 1999 – تراجم ليبية، دراسة في حياة وآثار بعض الفقهاء والأعلام من ليبيا قديما وحديثا، – (ردمك  995-929-127-8)[5]
  - 1999 – الجزء الأول – نشر المؤلف، مطابع العدل، 1999 م.
  - 2005 – الجزء الثاني، دار المدار الإسلامي، بيروت، 2005 م.
  - 2011 – الجزء الثالث، لمجلس الثقافة العام، بنغازي، الطبعة الأولى، بنغازي ليبيا.
  - 2011 – الجزء الرابع، المركز الوطني للمحفوظات الدراسات التاريخية، الطبعة الأولى،2011 م طرابلس ليبيا.[6]
- 2001 – الطبيعة القانونية لشخصية الوقف المعنوية، دراسة مقارنة بين الشريعة والقانون، كلية الدعوة الإسلامية، طرابلس، الطبعة الأولى.[7]
- 2005 – الإطار التشريعي لنظام الوقف في بلدان المغرب العربي، الجامعة المغاربية، طرابلس، الطبعة الأولى، 2005 مسيحي، طرابلس – ليبيا.
- 2007 – مباحث في الوقف الإسلامي، دراسات في قضايا الوقف ونظامه وملامح عن مظاهره، وإطاره التشريعي في ليبيا وبلدان المغرب العربي. طبعة منقحة ومزيدة، المطبعة الخضراء، طرابلس.[8]– (ردمك 9959-22-762-6)[9]
- 2006 – الإعلام والعقل العربي، تقديم الأستاذ إبراهيم الفقيه حسن، دار الكلمة للطباعة والنشر، الطبعة الأولى، طرابلس، ليبيا.
- 2007 – المحكمة العليا الليبية، مسيرة نصف قرن، بالاشتراك مع الدكتور عبد الرحمن أبو توتة، مطبوعات المحكمة العليا، الطبعة الأولى، 2007 م، الطبعة الثانية، 2008 م. دار الرواد، طرابلس، ليبيا.
- 2009 – مباحث في التصوف والطرق الصوفية في ليبيا، جمعية الدعوة الإسلامية العالمية، طرابلس، ليبيا.[10] – (ردمك 9789959282385)
- 2013 – مباحث في المذهب المالكي، مجموعة من البحوث والدراسات تتعلق بمذهب الإمام مالك، دار الوليد للنشر طرابلس ليبيا.

له عدة كتب محققة منها:
- «التقسيم والتبيين في حكم أموال المستغرقين»
- «تذييل المعيار للتاجوري» ويقع في ستة مجلدات
- وغيرها.

## روابط خارجية
- جمعة محمود الزريقي على موقع أرشيف الشارخ.